# 多賀秋五郎
多賀 秋五郎（たが あきごろう、1912年10月19日 - 1990年5月15日）は、日本の東洋史学者。

## 経歴
岐阜県出身。1949年東京文理科大学史学科東洋史卒、東京教育大学大学院教育研究科博士課程教育史専攻満期退学、1962年「宗譜の研究」で文学博士。中央大学文学部助教授、1959年教授、1983年定年、名誉教授、国士舘大学教授。1978年紫綬褒章、1983年勲三等瑞宝章受勲。1985年「中国宗譜の研究」で日本学士院賞受賞。アジア教育史、中国の同姓・血縁の集団である宗族の系譜、ほか郷里の飛騨史も研究した。

## 著書
- 『飛騨史の研究』濃飛文化研究会 1941
- 『教育史概説』中大出版社 1952
- 『西洋教育史』岩崎書店 教育全書 教育原理編 1953
- 『唐代教育史の研究 日本学校教育の源流』不昧堂書店 1953
- 『中国教育史』岩崎書店 1955
- 『近代日本教育史』岩崎書店 1956
- 『近代学校の歴史』中央大学消費生活協同組合出版局 1960
- 『宗譜の研究 資料篇』東洋文庫〈東洋文庫論叢 第45〉 1960
- 『学校教育論』岩崎書店 1967
- 『近代中国教育史資料 清末編』日本学術振興会 1972
- 『道徳と教育』成文堂 1972
- 『学校の歴史』中央大学生活協同組合出版局 1974
- 『近代中国教育史資料 民国編』日本学術振興会 1973-1975
- 『近代中国教育史資料 人民中国編』日本学術振興会 1976
- 『道徳と歴史 多賀秋五郎講義集上巻』中央大学生活協同組合出版局 1979
- 『中国宗譜の研究』日本学術振興会 1981-1982
- 『濃飛史研究序説』教育出版文化協会 1989

### 編著
- 『飛騨文化史概観』後藤吉郎共編 平田書店 1943
- 『近世アジア教育史研究』編著 文理書院 1966
- 『近世東アジア教育史研究』編著 学術書出版会 1970
- 『近代アジア教育史研究』編著 岩崎学術出版社 1969-1975
- 『古代アジア教育史研究』編著 日本学術振興会 1977
- 『中世アジア教育史研究』編著 国書刊行会 1980
- 『現代アジア教育史研究』編著 多賀出版 1983

### 記念論文集
- 『アジアの教育と社会 多賀秋五郎博士古稀記念論文集』磯辺武雄編著 不昧堂出版 1983
- 『アジアの教育と文化 多賀秋五郎博士喜寿記念論文集』巌南堂書店 1989

## 論文
- <多賀秋五郎